# Carlos de Borbón-Condé
Carlos de Borbón, Conde de Charolais (Palacio de Chantilly, Francia, 19 de junio de 1700-París, Francia, 23 de julio de 1760), fue un noble francés e hijo de Luis III de Borbón-Condé y de su esposa Luisa Francisca de Borbón, hija mayor sobreviviente e legitimada del rey Luis XIV de Francia y de su amante Madame de Montespan.

## Biografía
Fue el segundo hijo varón -pero el sexto hijo en orden de llegada- de Luis III de Borbón-Condé y de su esposa Luisa Francisca de Borbón. Su padre era nieto del Le Grand Condé y su madre era hija legitimada del rey Luis XIV y de Madame de Montespan. Luchó en Hungría en la guerra contra los turcos otomanos y ganó distinción en la batalla de Belgrado. En 1728, se convirtió en uno de los candidatos para pedir la mano de la rica heredera María Sofía Sieniawska, con el apoyo de Luis XV.
Libertino, violento, colérico, sádico, sanguinario y apenas dentro de los límites de la cordura, Carlos era increíblemente arrogante, sobre todo por su rango, algo que le dio gran impunidad.[cita requerida] En caso concreto, en la calle y en presencia de testigos, disparó su pistola y mató fríamente y sin razón, a un hombre que tuvo la mala suerte de estar al alcance de su arma.[cita requerida] El regente Felipe de Orleans quedó muy sorprendido por este crimen atroz, y llegó a la conclusión de que, aunque él no lo podía castigar por razón de su rango, perdonaría voluntariamente a cualquier persona que tomará la acción recíproca.[cita requerida]

## Matrimonio e hijos
Se casó en secreto con Jeanne de Valois-Saint-Rémy, una descendiente del rey Enrique II a través de una rama ilegítima. Tuvieron un hijo que no fue legitimado:
- Luis Tomas (1718-1799), exiliado a Inglaterra.

También tuvo dos hijos naturales con Margarita Caron de Rancurel:
- María Margarita (1752-1830), se casó con Denis Nicolas, Comte de Puget.

- Carlota Margarita (1754-1839), se casó con Francisco Javier de Lowendal.

A su muerte el condado de Charolais volvió a la corona. Algunos años más tarde, el título se le concedió a un hermano del futuro Luis Felipe de Francia. Fue enterrado en la Iglesia de Saint-Martin, Montmorency.

## Títulos y honores
- 19 de junio de 1700; 23 de julio de 1760 Su Alteza Serenísima El Conde de Charolais